# Stingaree (1915)
Stingaree is een Amerikaanse twaalfdelige stomme serial film uit 1915 onder regie van James W. Horne, met in de hoofdrollen True Boardman, Marin Sais en Paul Hurst. Destijds werd de serial film in Nederland uitgebracht onder de titel Stingaree, de Australische struikrover. In 1917 kreeg Stingaree een vervolg met de vijftiendelige serial film The Further Adventures of Stingaree.

## Verhaal
De rijke Irving Randolph wordt door zijn hebzuchtige jongere broer Robert ten onrechte afgeschilderd als een opzettelijke moordenaar wanneer hij tijdens een schietwedstrijd per ongeluk een man doodt met wie hij ruzie heeft gehad. Randolph vlucht naar Australië en maakt er naam als de bandiet Stingaree. Hij wordt in zijn Robin Hood-achtige avonturen bijgestaan door zijn vriend Howie en zijn geliefde Ethel.

## Episodes
1. An Enemy of Mankind (Waarom Stingaree den menschen ontvluchtte)
2. A Voice in the Wilderness (De stem in de wildernis)
3. The Black Hole of Glenrenald (Het donkere hol)
4. To the Vile Dust (Naar de prairien terug)
5. A Bushranger at Bay (De struikrover in het nauw)
6. The Taking of Stingaree (De gevangeneming van Stingaree)
7. The Honor of the Road (Van moord verdacht)
8. The Purification of Mulfers (De reininging van Mulfera)
9. The Duel in the Desert (Stingeree als inspecteur van politie)
10. The Villain Worshipper (De dubbelgangen)
11. The Moth and the Star (De vlinder en het licht)
12. The Darkest Hour (Stingaree in zijn laatste rol)

## Rolverdeling
| Acteur            | Personage                   | Opmerkingen       |
| ----------------- | --------------------------- | ----------------- |
| True Boardman     | Irving 'Stingaree' Randolph |                   |
| Marin Sais        | Ethel Porter                |                   |
| Paul Hurst        | Howie                       | als Paul C. Hurst |
| Thomas G. Lingham | diverse rollen              |                   |
| Frank Jonasson    | diverse rollen              |                   |
| William Brunton   | Robert Randolph             | (Ep. 1)           |
| James W. Horne    | Oswald                      |                   |
| Ollie Kirby       | diverse rollen              | als Ollie Kirkby  |
| Edward Clisbee    | diverse rollen              |                   |
| Janet Rambeau     | Mrs. Randolph               | (Ep. 1)           |